# Вальдек (Тюрингия)
Вальдек (нем. Waldeck) — община в Германии, в земле Тюрингия.
Входит в состав района Заале-Хольцланд. Подчиняется управлению Бад Клостерлаусниц. Население составляет 239 человек (на 31 декабря 2010 года). Занимает площадь 7,97 км².